# Torrskogtjärnen
Torrskogtjärnen är en sjö i Örnsköldsviks kommun i Ångermanland och ingår i Moälvens huvudavrinningsområde. Sjön har en area på 0,0613 kvadratkilometer och ligger 342,2 meter över havet.

## Delavrinningsområde
Torrskogtjärnen ingår i det delavrinningsområde (707352-158461) som SMHI kallar för Ovan Långsjöån. Medelhöjden är 380 meter över havet och ytan är 45,76 kvadratkilometer. Det finns ett avrinningsområde uppströms, och räknas det in blir den ackumulerade arean 53,91 kvadratkilometer. Pengsjöån (Degersjöån) som avvattnar avrinningsområdet har biflödesordning 2, vilket innebär att vattnet flödar genom totalt 2 vattendrag innan det når havet efter 106 kilometer. Avrinningsområdet består mestadels av skog (69 procent) och sankmarker (25 procent). Avrinningsområdet har 0,06 kvadratkilometer vattenytor vilket ger det en sjöprocent på 0,1 procent.